# Litoria bibonius
Litoria bibonius är en groddjursart som beskrevs av Kraus och Allison 2004. Litoria bibonius ingår i släktet Litoria och familjen lövgrodor. IUCN kategoriserar arten globalt som livskraftig. Inga underarter finns listade i Catalogue of Life.